# Görcstészta
A görcstészta vagy más nevein kötött tészta, kötött galuska, csimbók vagy hurkatészta hagyományos magyar levesbetét, mely vékonyra kinyújtott, majd hagymás-paprikás zsírral lekent tojásos tésztából készül.

## Készítése
A görcstésztát Magyarország számos régiójában készítik, apróbb változtatásokkal a hajtásában, azonban az alaprecept szinte mindenhol ugyanaz. A lisztből, sóval, tojással és vízzel gyúrt tésztát igen vékonyra kell nyújtani. Füstölt szalonnát hagymával lesütnek, majd őrölt pirospaprikát kevernek hozzá. Ezzel a paprikás-hagymás zsírral kenik le a tésztát, majd sózzák, borsozzák. A tésztát csíkokra vágják, majd vagy félbehajtják és úgy kötnek belőle görcsöt (lásd a képeket a galériában), vagy sodorják és azután görcsölik. Egyes vidékeken a félbehajtott csíkokat kétcentis darabokra vágják és „megpödrik”. 
Az így elkészült nyers tésztát különféle levesalapokba lehet főzni. Van, ahol a lebbencsleveshez hasonló, zöldséges-burgonyás levesalapot készítenek hozzá, másutt egyszerűbb húsleveslébe vagy zöldséglevesbe főzik fele. A tészta akkor főtt meg, ha feljött a leves tetejére.

A görcstészta készítésének lépései
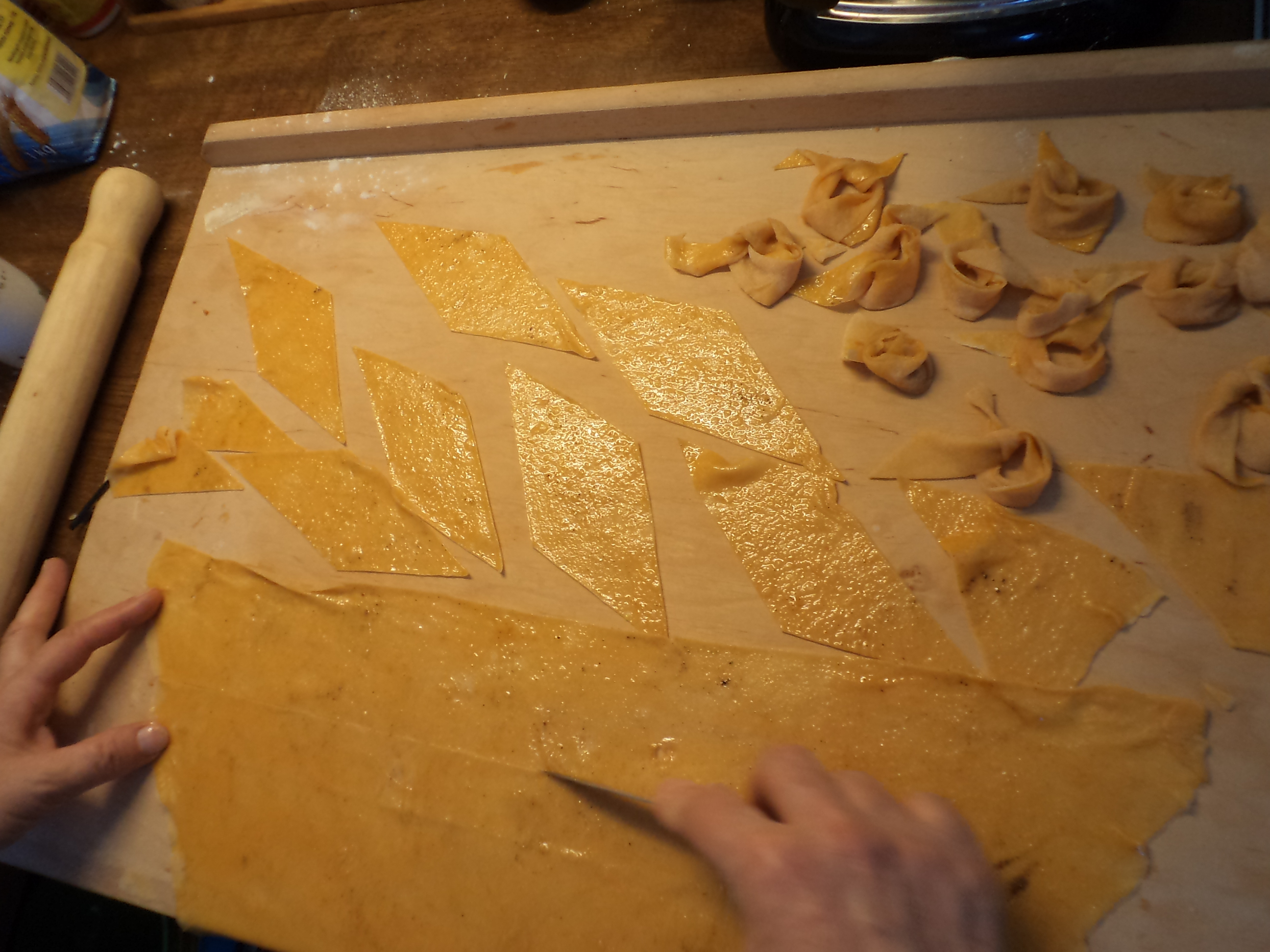
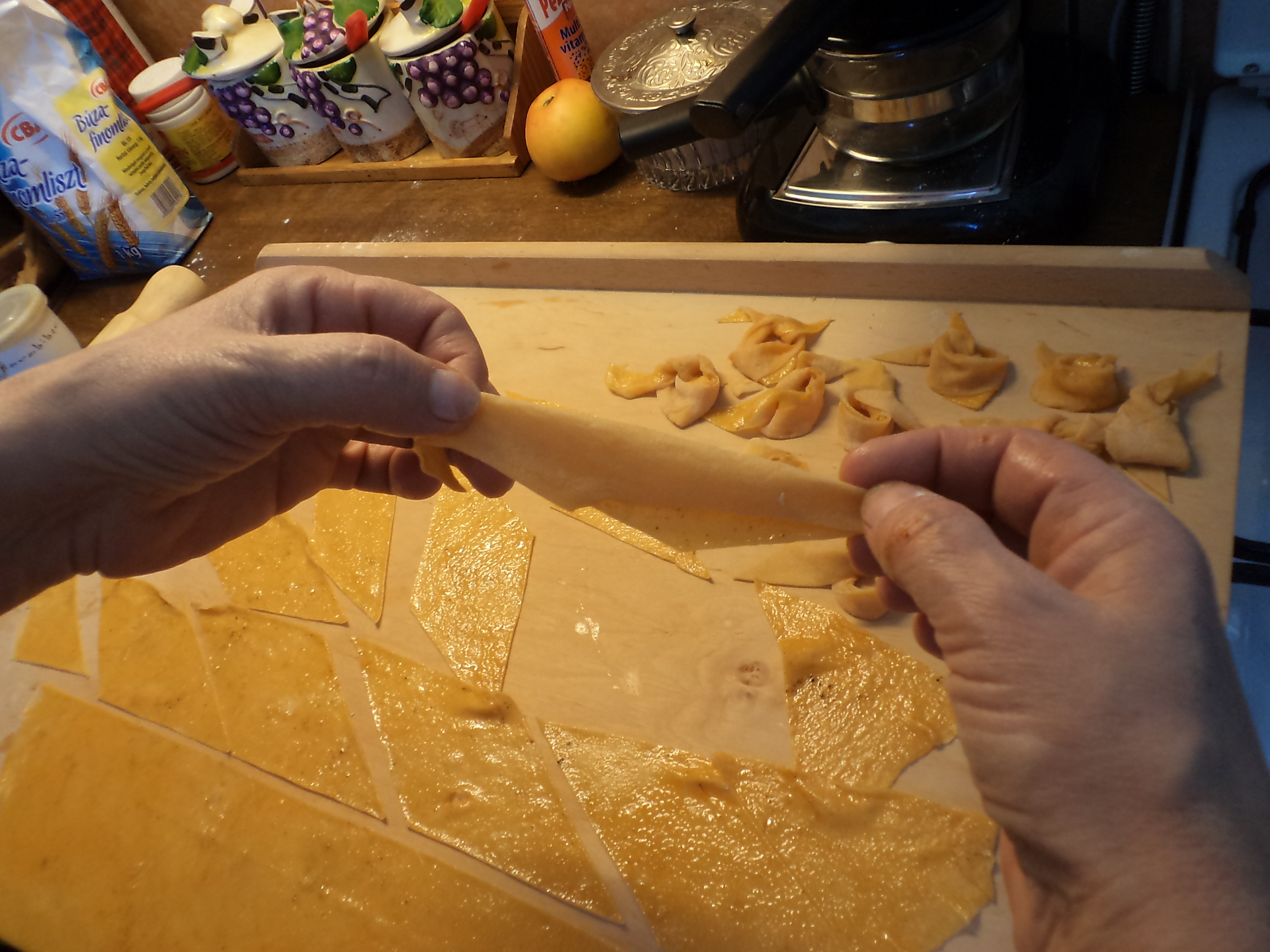
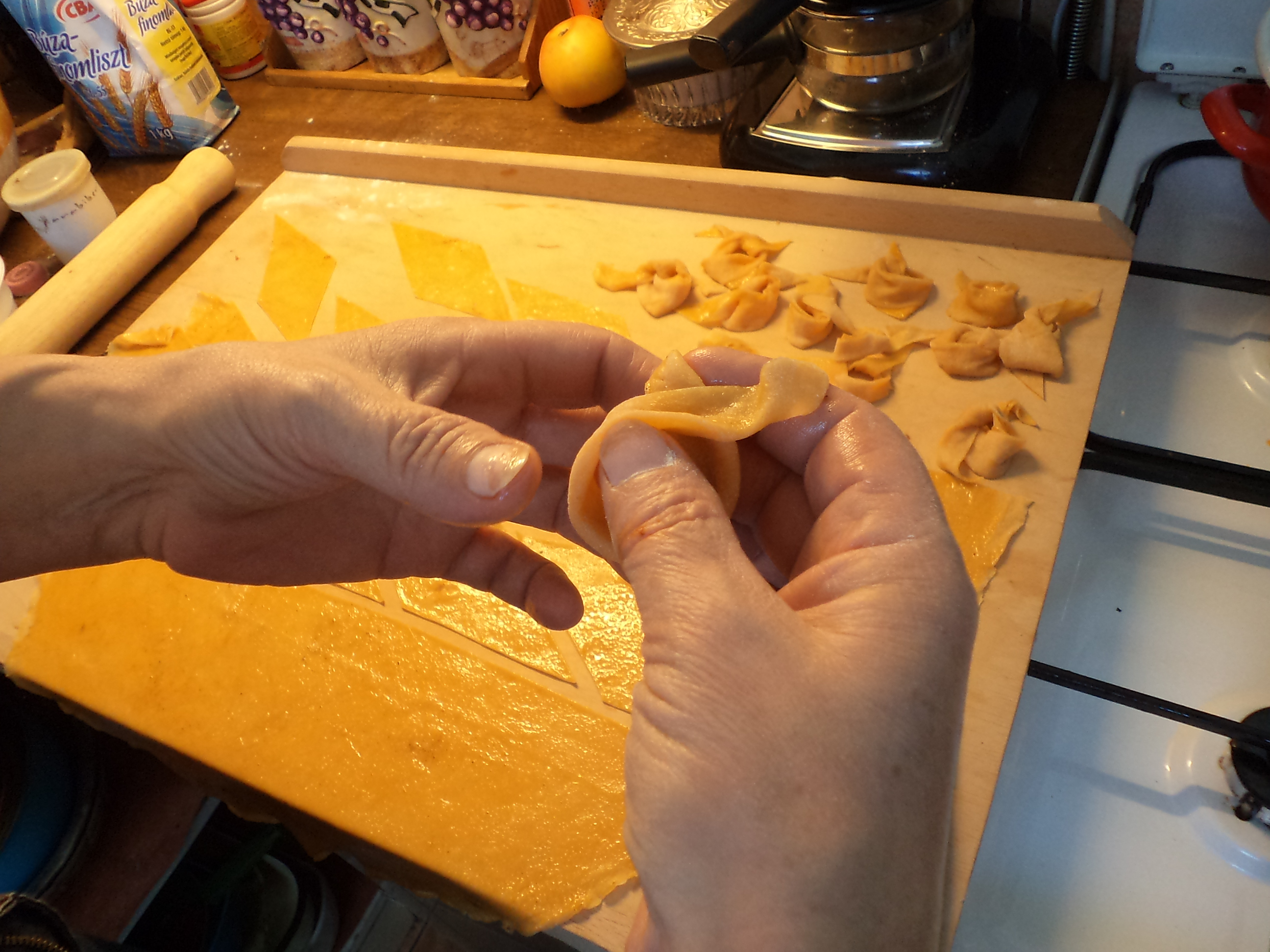
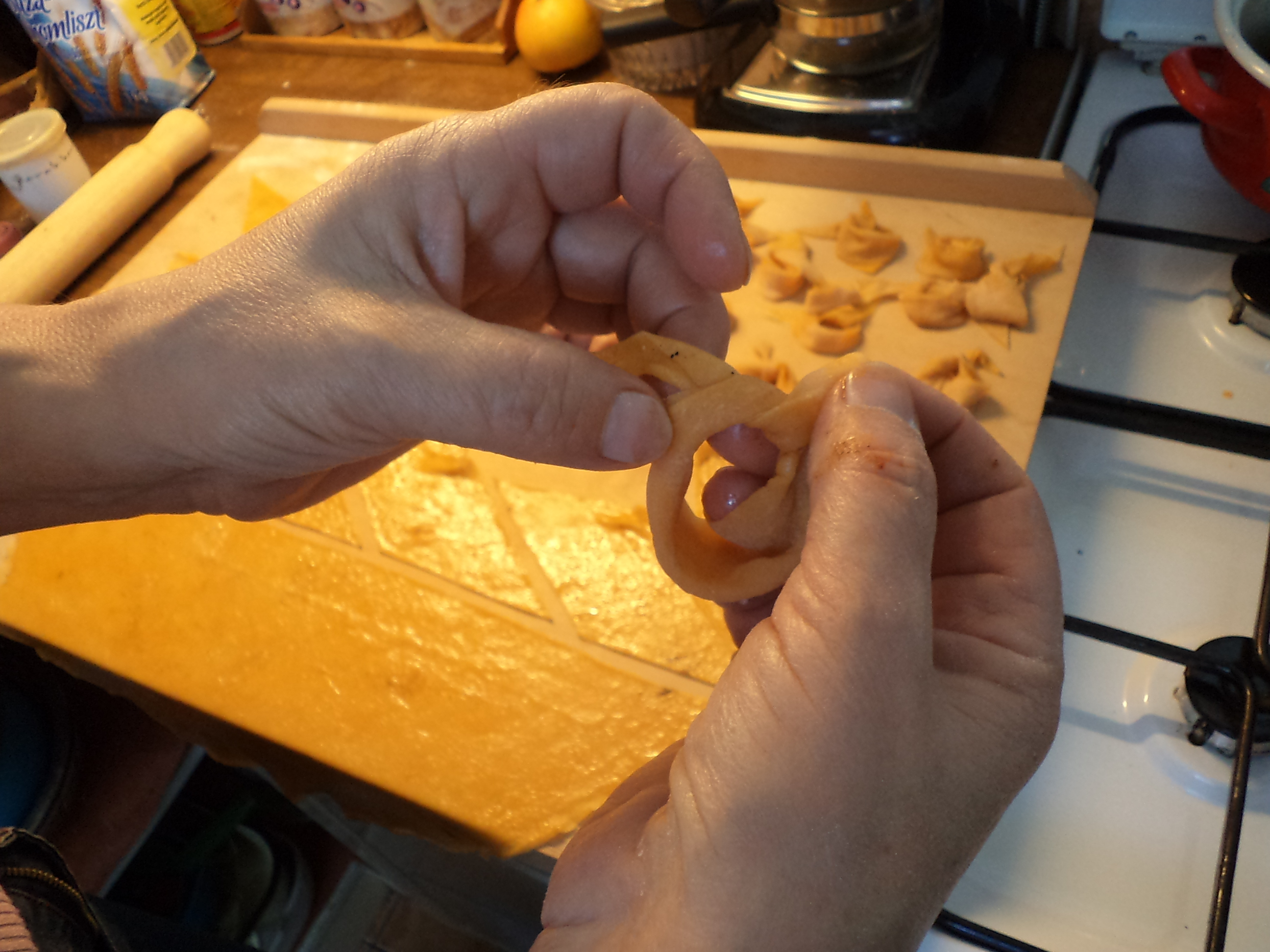